# Tâmboești (gmina)
Tâmboești – gmina w Rumunii, w okręgu Vrancea. Obejmuje miejscowości Pădureni, Pietroasa, Slimnic, Tâmboești i Trestieni. W 2011 roku liczyła 2887 mieszkańców.